# Chiesa di San Nicolò dei Greci
La chiesa di San Nicolò e della Santissima Trinità, meglio nota come San Nicolò dei Greci, è un edificio di culto della comunità greco-ortodossa situato a Trieste. Costruita tra il 1784 e il 1787, la facciata della chiesa fu ridisegnata nel 1819-1820 dall'architetto Matteo Pertsch in stile neoclassico.
La chiesa greco-ortodossa si trova in Riva III Novembre, sul lungomare della cosiddetta Città Nuova.

## Storia
Le origini della comunità greca a Trieste risalgono al 1714, quando il primo mercante greco Liberale Baseo si stabilì da Nauplia nella città portuale di Trieste.
La dichiarazione di Trieste come porto franco nel 1719 e l'atteggiamento volutamente tollerante degli Asburgo nei confronti di altre religioni e nazioni resero Trieste attraente per i mercanti greci. Il numero di commercianti greci aumentò continuamente nel XVIII secolo.
Nicolò Mainti, giunto da Zante nel 1734, fondò a Trieste una comunità ortodossa intorno al 1750, la maggior parte dei cui membri erano greco-ortodossi, ma una percentuale minore erano illirici ortodossi (oggi chiamati serbi-ortodossi).
Il 20 febbraio 1751 l'imperatrice Maria Teresa d'Austria diede il permesso alla congregazione ortodossa di costruire una chiesa a Trieste. Greci e Serbi costruirono quindi nel 1753 la chiesa della Santissima Trinità e San Spiridione sul Canal Grande di Trieste, nel quartiere del Borgo Teresiano. 
Su insistenza dei parrocchiani illirici, in costante crescita, il servizio liturgico iniziò però a tenersi in lingua serba a partire dal 1769. Probabilmente a causa del conflitto sulla lingua usata durante la Divina liturgia, la comunità greco-ortodossa decise di separarsi dai fedeli serbi nel 1781, che continuarono a praticare la loro fede nella chiesa sul Canal Grande. I Greci, invece, iniziarono ad officiare i propri servizi temporaneamente in case private.

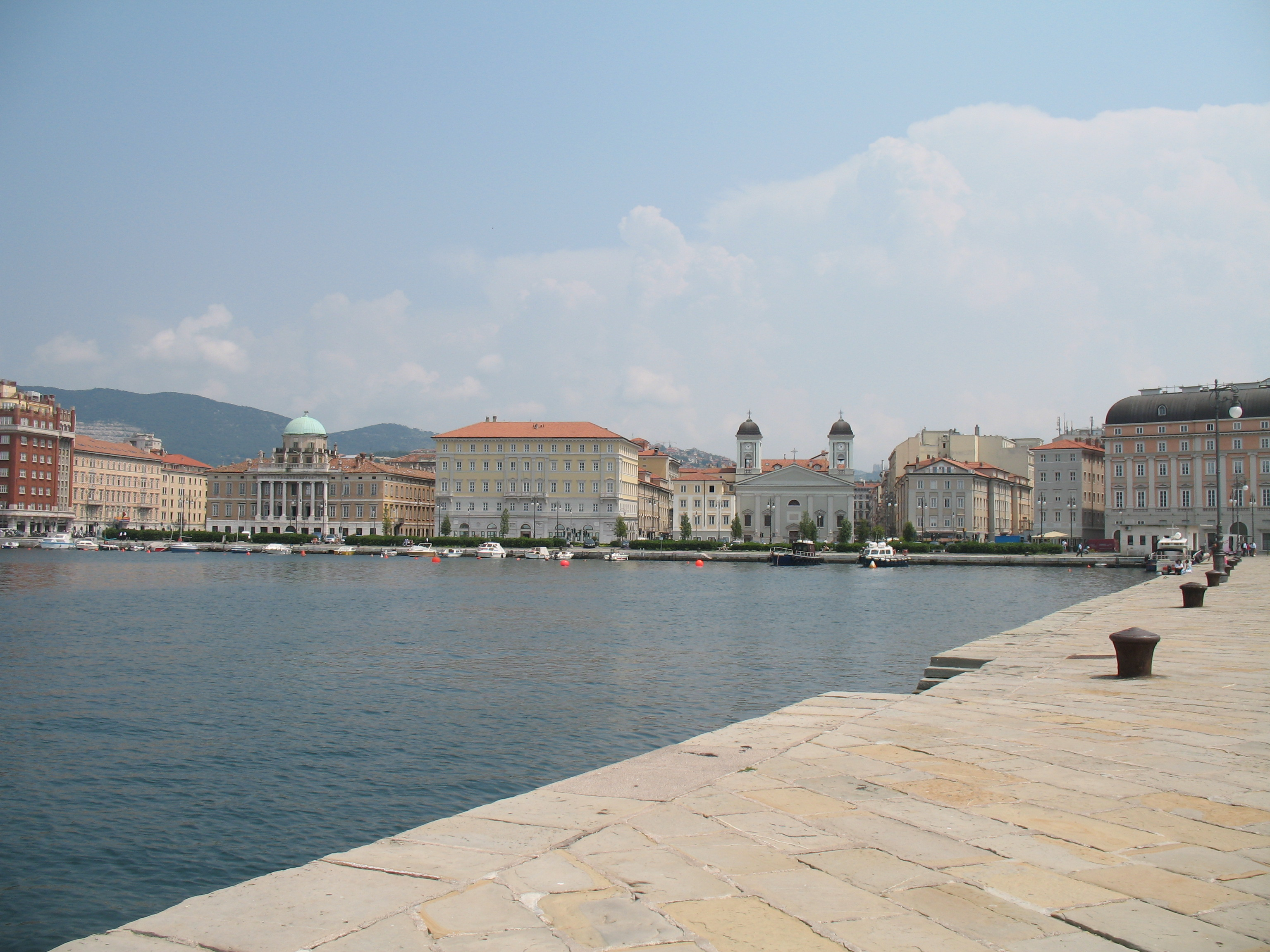
Vista della chiesa greco-ortodossa e del lungomare dal Molo Audace

Il 2 agosto 1782 fu ufficialmente fondata la comunità esclusivamente greco-ortodossa, che nel 1784 iniziò a costruire la propria chiesa sul lungomare del Porto Vecchio.
Il 18 febbraio 1787 si celebrò la prima messa nella chiesa non ancora terminata. I lavori di costruzione furono completati solo nel 1795, ad eccezione della facciata esterna. Nello stesso anno, l'inaugurazione ufficiale ebbe luogo alla presenza del governatore di Trieste, Pompeo de Brigido. La chiesa fu consacrata a san Nicolò (patrono dei marinai) e alla Santissima Trinità.
A causa delle ristrettezze finanziarie della comunità, la facciata della chiesa fu completata solo più tardi. La comunità commissionò i lavori di ristrutturazione all'architetto tedesco Matteo Pertsch, che aveva già progettato il teatro lirico triestino Giuseppe Verdi, il Palazzo Carciotti e altri magnifici edifici della città. Tra il 1819 e il 1820 Pertsch progettò la facciata con stile classicistica e con due piccoli campanili, apportato anche alcune modifiche all'interno.

## Architettura
La chiesa è composta da un edificio a navata unica con cleristorio basilicale.

### Facciata

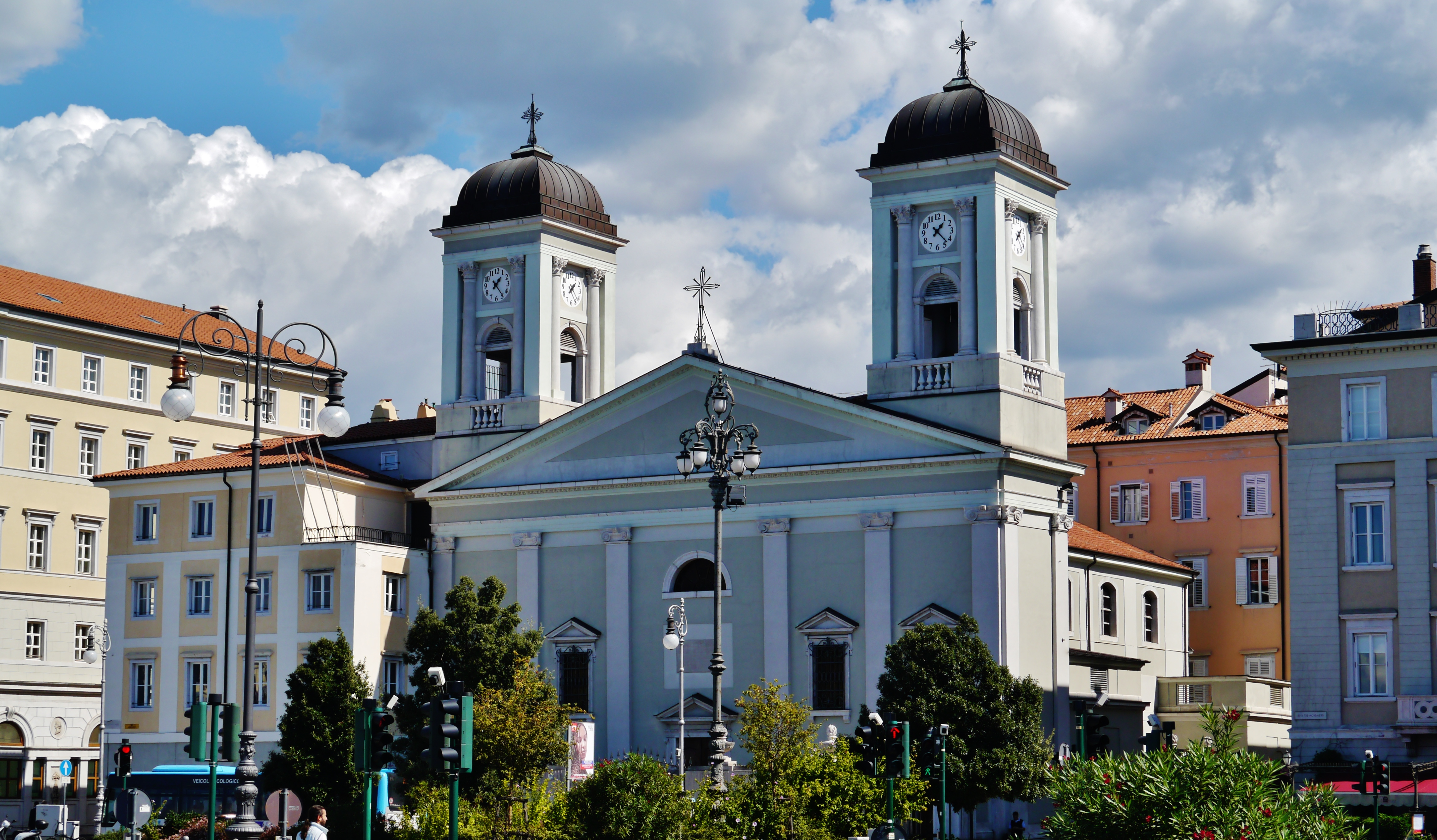
Facciata

San Nicolò dei Greci ha una facciata classicistica, progettata dall'architetto tedesco Matteo Pertsch. La facciata a cinque assi è strutturata da paraste ioniche e rifinita con un semplice timpano triangolare. Nella facciata, due alte finestre rettangolari con frontoni triangolari si aprono in ciascuno degli assi laterali, mentre l'asse centrale con il portale è enfatizzato da una finestra a mezza ruota sotto  l'architrave. Ad essa si affiancano due campanili altrettanto classicisti con cupole in ardesia, ispirati alle forme delle chiese barocche austro-bavaresi.
Di fronte all'ingresso principale si trova uno stretto cortile separato da un muro di cinta.

### Interno

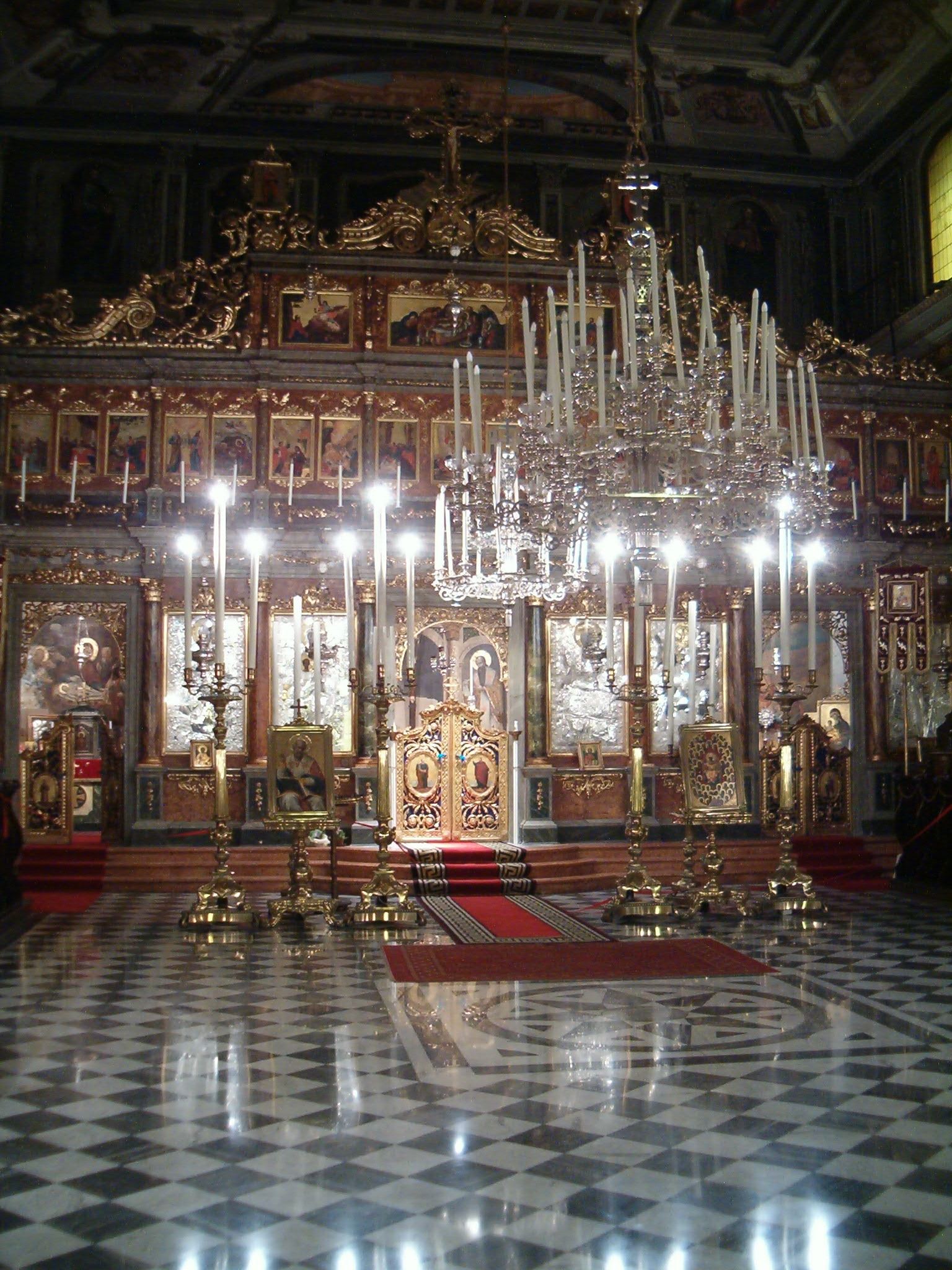
Interno della chiesa

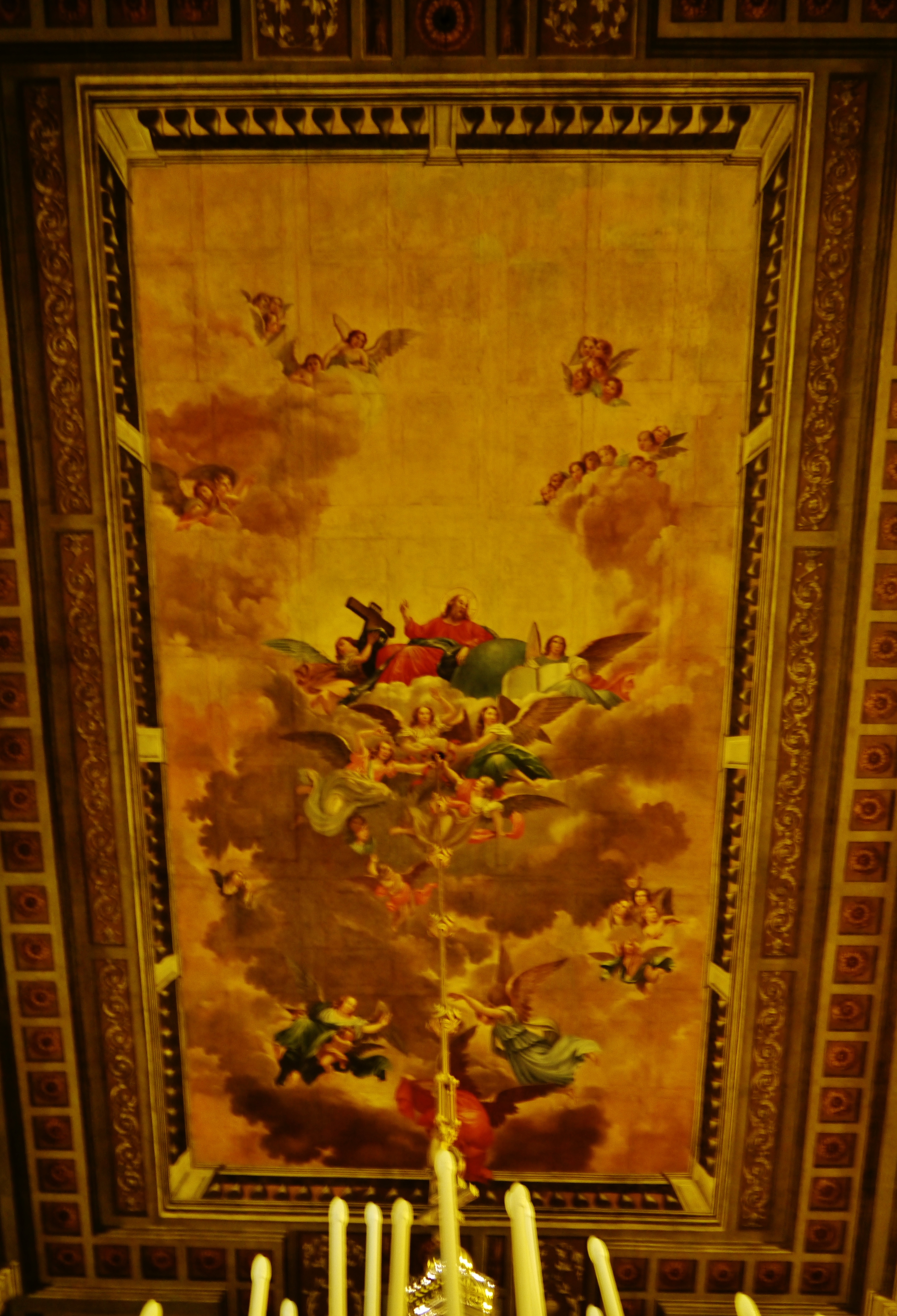
Soffitto

L'interno della chiesa a una navata è dominato da un'iconostasi riccamente dorata e argentata che, come è consuetudine nelle chiese orientali, separa il presbiterio e l'interno della chiesa. 
L'intera costruzione deriva da un autore sconosciuto in stile impero. Le decorazioni della parete dell'altare, invece, mostrano forme barocche. L'iconostasi è decorata ad altezza d'uomo con numerose icone, create tra il 1839 e il 1856 e mostrano da sinistra a destra: san Giorgio e san Spiridione di Trimitonte, san Nicolò di Myra, la Santa Madre di Dio col Bambino, Cristo in trono, la santissima Trinità, san Giovanni Battista e santa Caterina da Siena. Sopra i quadri dei santi si trovano 24 affreschi in oro del pittore greco Giovanni Trigonis raffiguranti scene della vita di Gesù: dall'annunciazione di Maria fino all'ascensione di Gesù. Tre dipinti completano l'iconostasi: Gesù nell'orto del Getsemani, la deposizione dalla Croce e il noli me tangere.
Sul soffitto si trova dipinto il Cristo in Gloria, che mostra Gesù circondato da angeli. L'olio su tela risale agli anni 1821-1823, opera di un ignoto pittore greco che probabilmente studiò alla scuola di Panagiotis Doxaras, ma fu anche influenzato dalla scuola veneziana.
Sulle pareti laterali sono appese due pale d'altare di Cesare Dell'Acqua, donate dall'artista alla comunità: San Giovanni che predica nel deserto (1852) e Cristo e i pargoli (1854).
A fianco della chiesa sono situati il museo della comunità greco-ortodossa di Trieste "Costantino e Mafalda Pisani", l'archivio storico e la biblioteca.